# Vytas Gašpuitis
Vytas Gašpuitis (Šiauliai, 4 de marzo de 1994) es un futbolista lituano que juega en la demarcación de defensa para el FA Šiauliai de la A Lyga.

## Selección nacional
Tras jugar en distintas categorías inferiores de la selección, el 11 de noviembre de 2020 hizo su debut con la selección de fútbol de Lituania en un encuentro amistoso contra Islas Feroe que finalizó con un resultado de 2-1 a favor del combinado lituano tras un doblete de Gratas Sirgedas para Lituania, y un gol de Gunnar Vatnhamar para las Islas Feroe.

## Clubes
| Club                       | País     | Año       | Partidos | Goles |
| -------------------------- | -------- | --------- | -------- | ----- |
| FK Šiauliai                | Lituania | 2011-2012 | 1        | 0     |
| FK Venta Kuršėnai (cedido) | Lituania | 2012      | 1        | 0     |
| FK Šiauliai                | Lituania | 2013-2016 | 75       | 4     |
| FK Atlantas                | Lituania | 2016-2018 | 52       | 2     |
| FK Panevėžys               | Lituania | 2018-2021 | 54       | 6     |
| Dunfermline Athletic F. C. | Escocia  | 2021-2022 | 22       | 0     |
| FA Šiauliai                | Lituania | 2022      | 24       | 0     |
| Sông Lam Nghệ An F. C.     | Vietnam  | 2023      | 16       | 1     |
| FA Šiauliai                | Lituania | 2024-     |          |       |